# Sambungmacan
Sambungmacan is een bestuurslaag in het regentschap Sragen van de provincie Midden-Java, Indonesië. Sambungmacan telt 5009 inwoners (volkstelling 2010).